# Библиотека Шумпетера
Библиотека Шумпетера — специализированное экономическое книжное собрание, часть личной библиотеки австрийского экономиста Йозефа Шумпетера, которая была передана после смерти учёного его вдовой в дар  университету Хитоцубаси (Токио). Передача библиотеки состоялась в 1955 году в японском посольстве в Вашингтоне.
Библиотека включает 3500 единиц хранения, в том числе 2000 книг, 1000 брошюр и 500 журналов (собранных в книжные формы). Многие из книг содержат собственноручные пометки Шумпетера.